# Saint-Malo
Saint-Malo [sen malo], je francouzské přístavní město v zálivu Lamanšského průlivu mezi Bretaní a Normandií. Maximální rozdíl přílivu a odlivu je až 15 m kvůli nestálé pobřežní čáře.
Středisko cestovního ruchu, východně leží Le Mont-Saint-Michel.

## Historie
Místo se původně jmenovalo Áronův ostrov (Insula Aaronis), teprve ve 12.–13. století dnešním názvem. Oba pocházejí od pololegendárních britsko-keltských křesťanů, mnicha Árona z Alethu a Macloua z Alethu, který měl být prvním biskupem ve městě Alethu, pozdějším Saint-Servan, které je v těsném sousedství a dnes součástí Saint-Malo. V 11. století bylo sídlo biskupství přeneseno do Saint-Malo a jeho jméno pak nesla jedna z devíti bretaňských diecézí.
V době hugenotských válek v letech 1590–1594 existovala samozvaná Republika Saint-Malo na protest proti Jindřichu IV.
Saint-Malo se nejvíce proslavilo díky svým mořeplavcům. Jacques Cartier objevil v roce 1534 ústí řeky svatého Vavřince v Kanadě a prohlásil toto území za francouzské a založil tak Novou Francii. V 17. století bylo město největším přístavem ve Francii. Námořníci, korzáři, měli právo od krále napadat cizí lodě. René Duguay-Trouin v roce 1711 obsadil Rio de Janeiro, které patřilo Portugalcům. Díky námořním objevům a také pirátské činnosti bylo St-Malo v 16. až 19. století. velmi bohatým městem. V roce 1944 utrpělo velké škody při bombardování a následně bylo obnoveno.

## Město a památky
Hlavním místem turistického zájmu v Saint-Malo je opevněné Staré Město, La Ville Intra-Muros. Staré Město leží na výběžku pevniny do oceánu a po celém obvodu ho obklopují mohutné hradby. Do města lze vstoupit pouze několika branami, jako Porte St-Vincent, Porte St-Thomas nebo Grande Porte z 15. století. Vnitřní část města tvoří dlážděné ulice s honosnými až šestipodlažními domy z 18. století. V ulicích jsou obchody, kavárny, rybí restaurace. V centru města leží katedrála St-Vincent původem z 12. století, v letech 1944–1972 byla restaurována. Ve východní části města, směrem k pevnině, leží hrad Chateau de St-Malo ze 14. až 15. století. Ve střední části zámku je mohutná věž (Grand Donjon) z roku 1424, sídlí zde muzeum zaměřené na dějiny města a námořní výpravy.
V bezprostředním okolí Starého Města jsou dva menší ostrůvky, které je možné navštívit za odlivu. Na severním ostrově je tvrz Fort National z konce 17. století. Až do konce 18. století bylo Saint-Malo, resp. jeho historická část, ostrovem.

### Fotogalerie

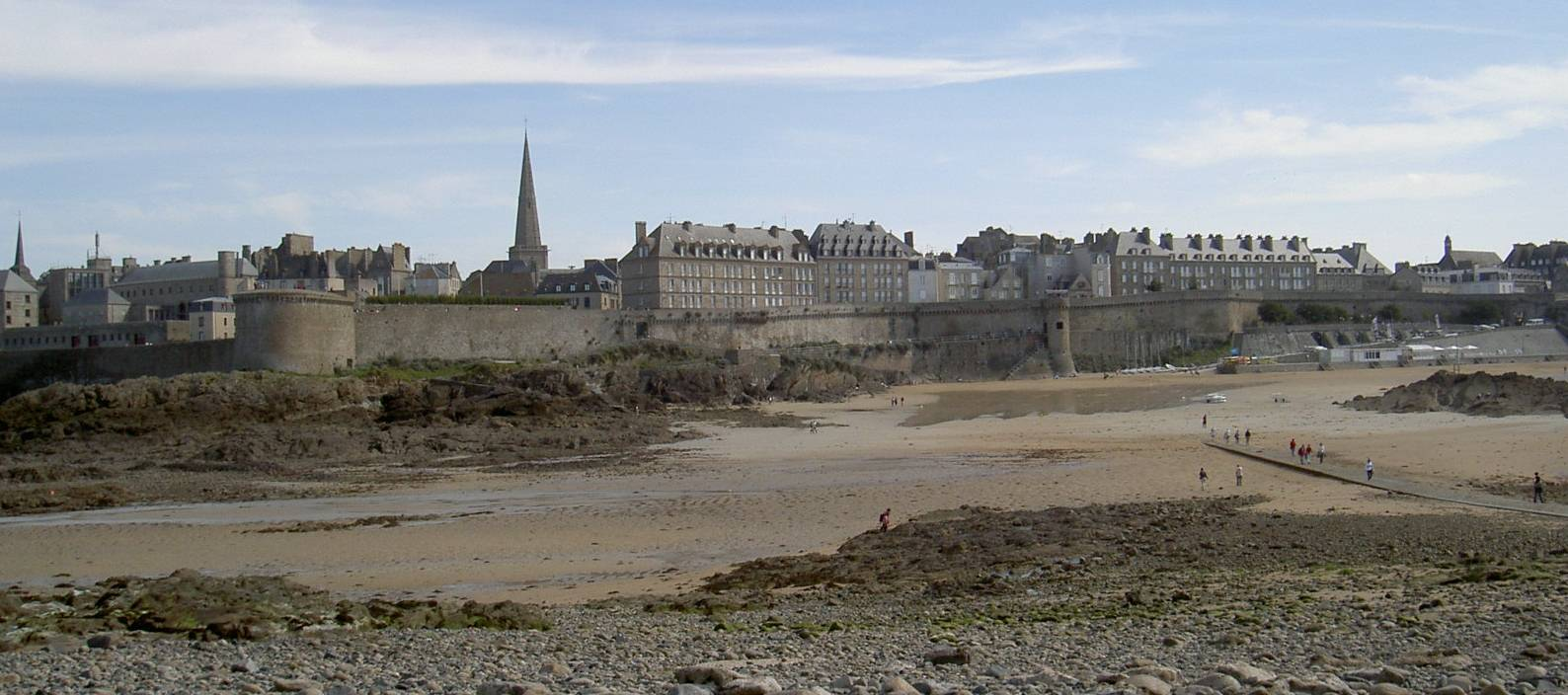
pohled na Staré Město
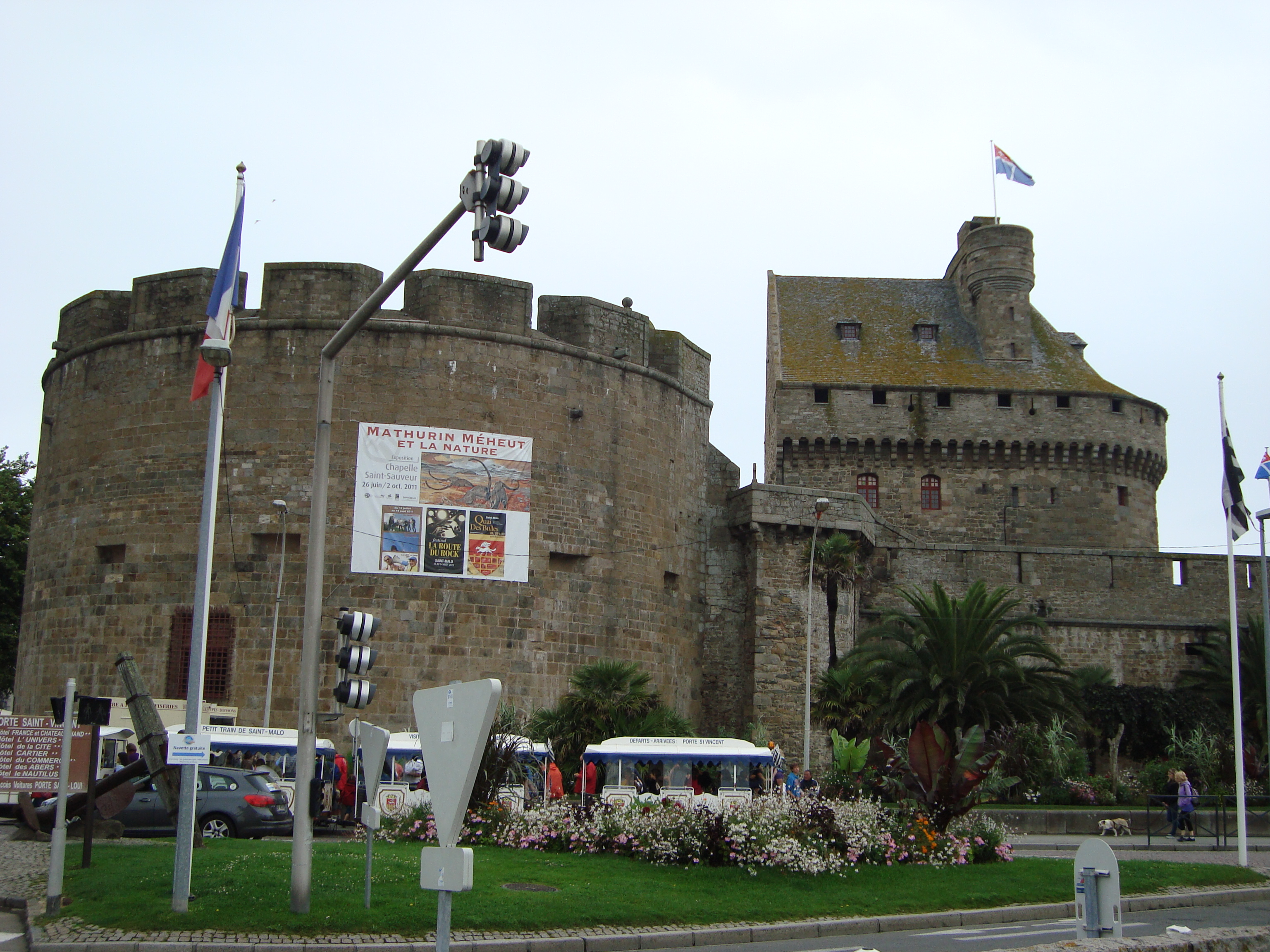
vpravo věž Chateau de St-Malo
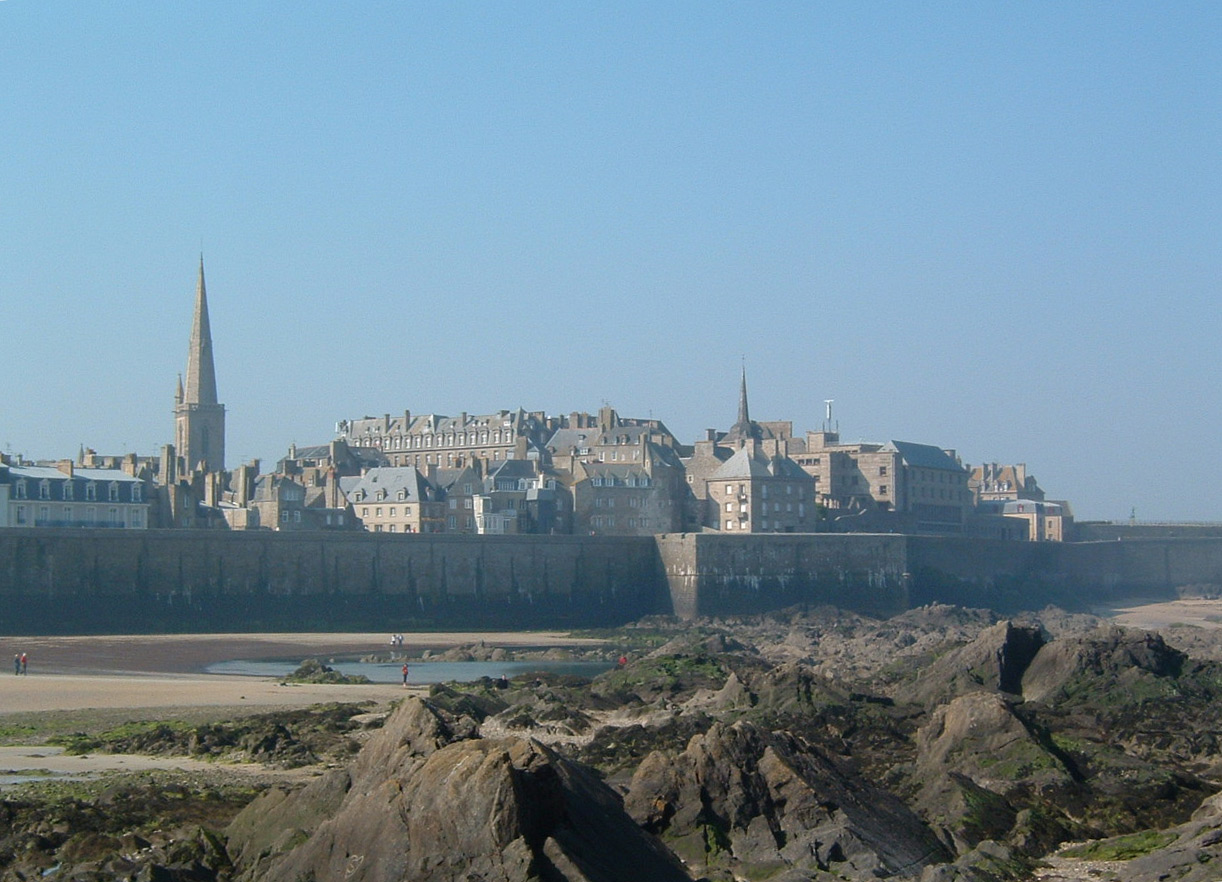
Staré Město, vlevo katedrála
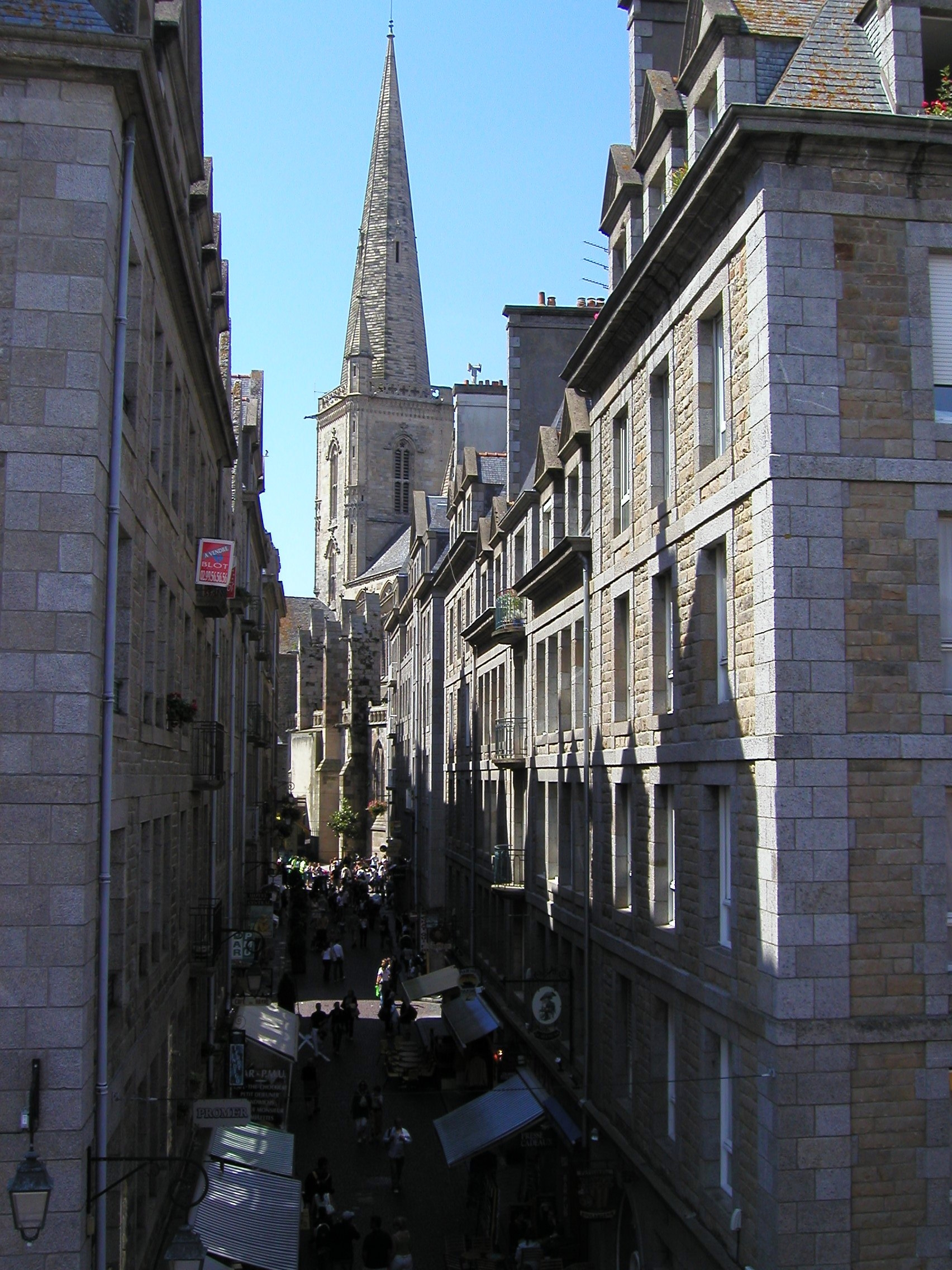
ulice na Starém Městě
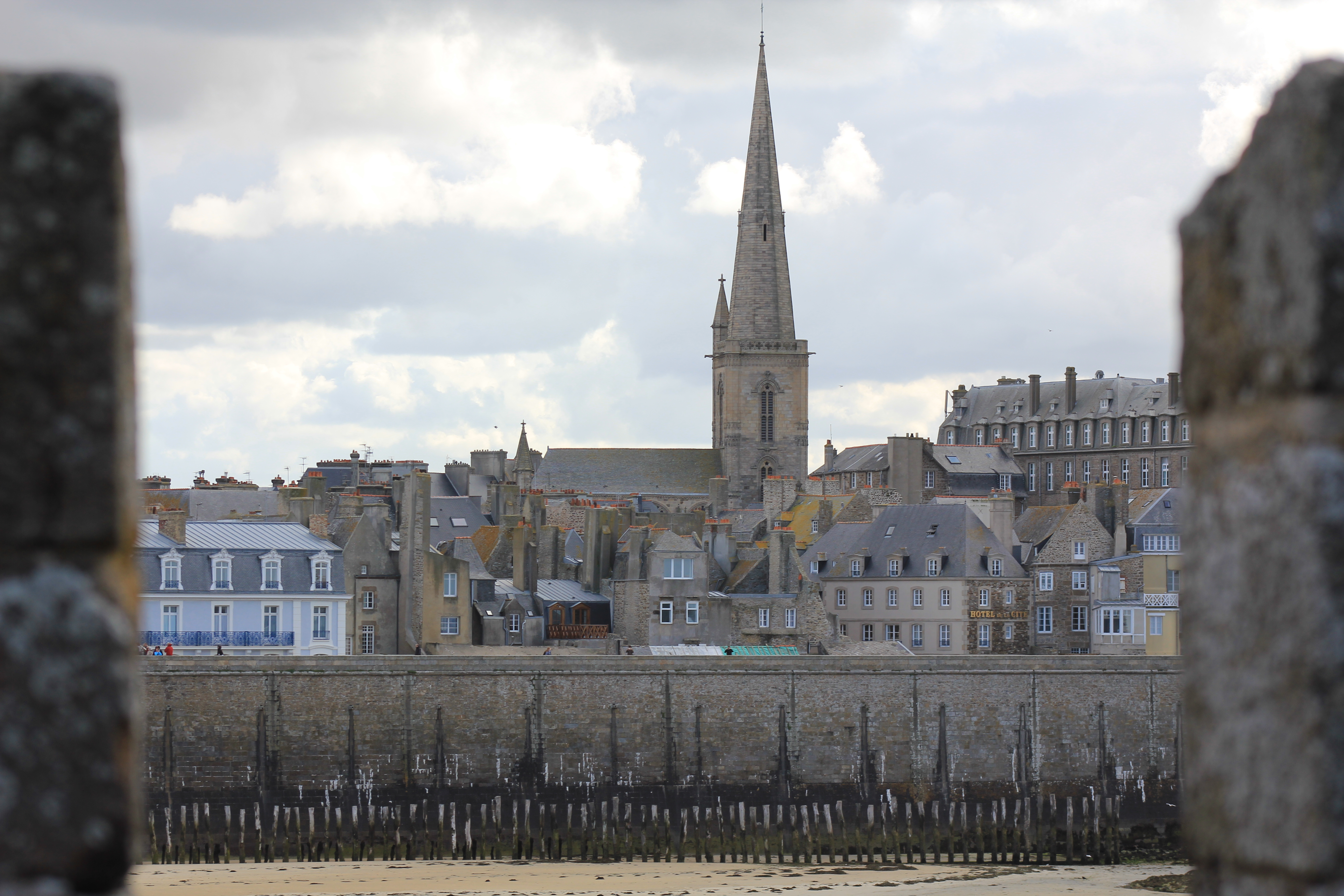
katedrála St-Vincent
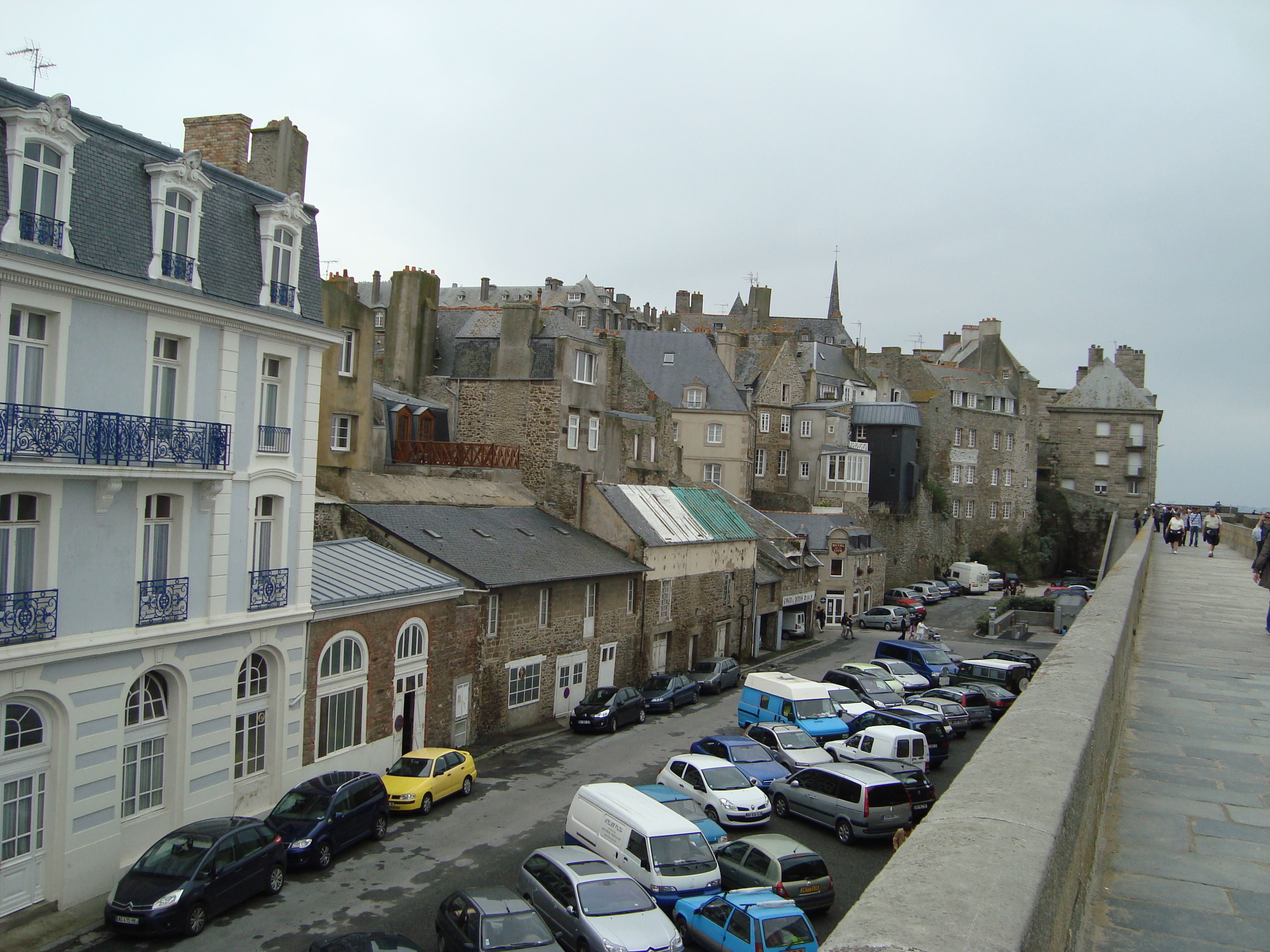
pohled z hradeb v severní části města
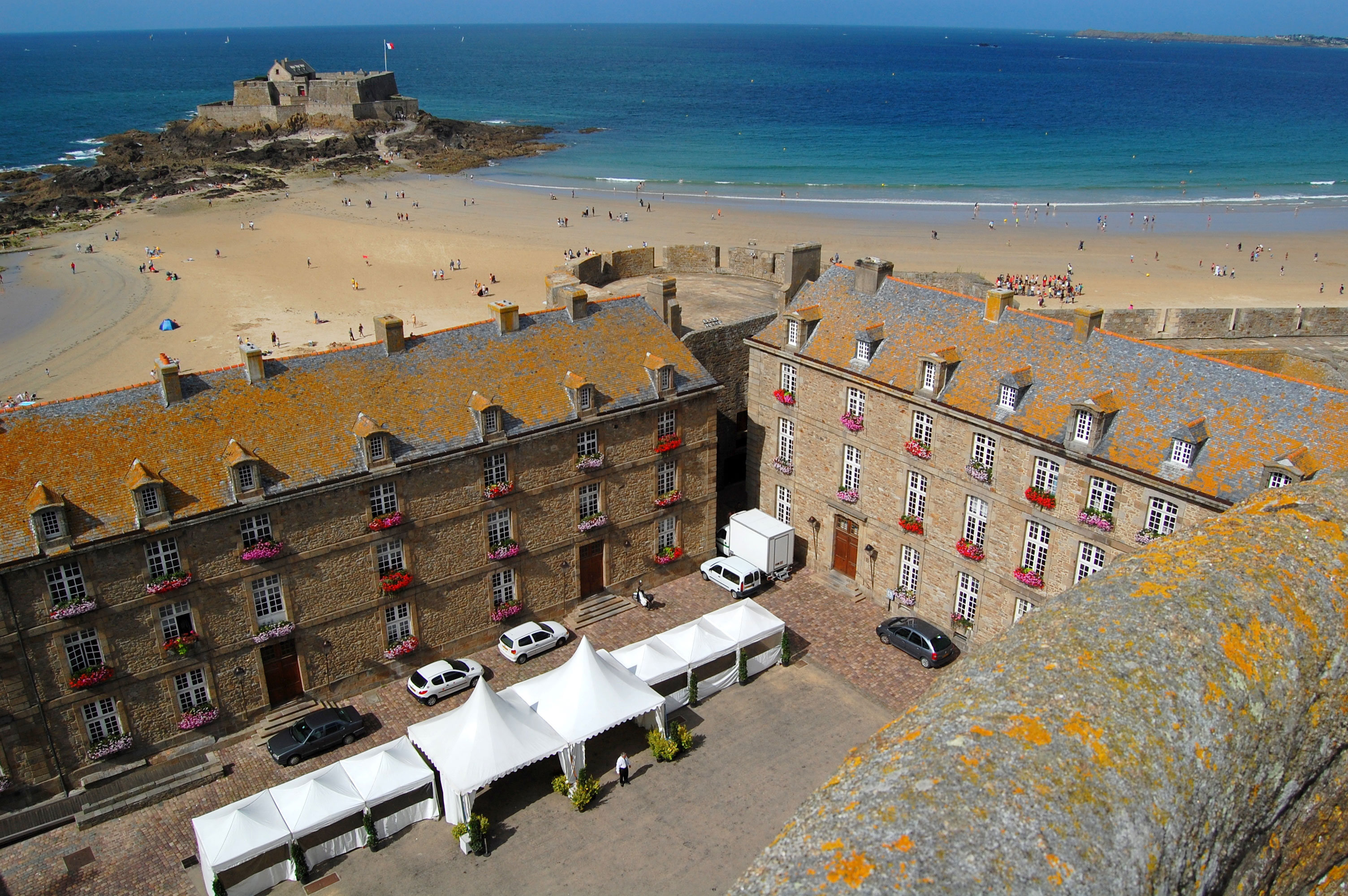
severní část St. Města a tvrz Fort National
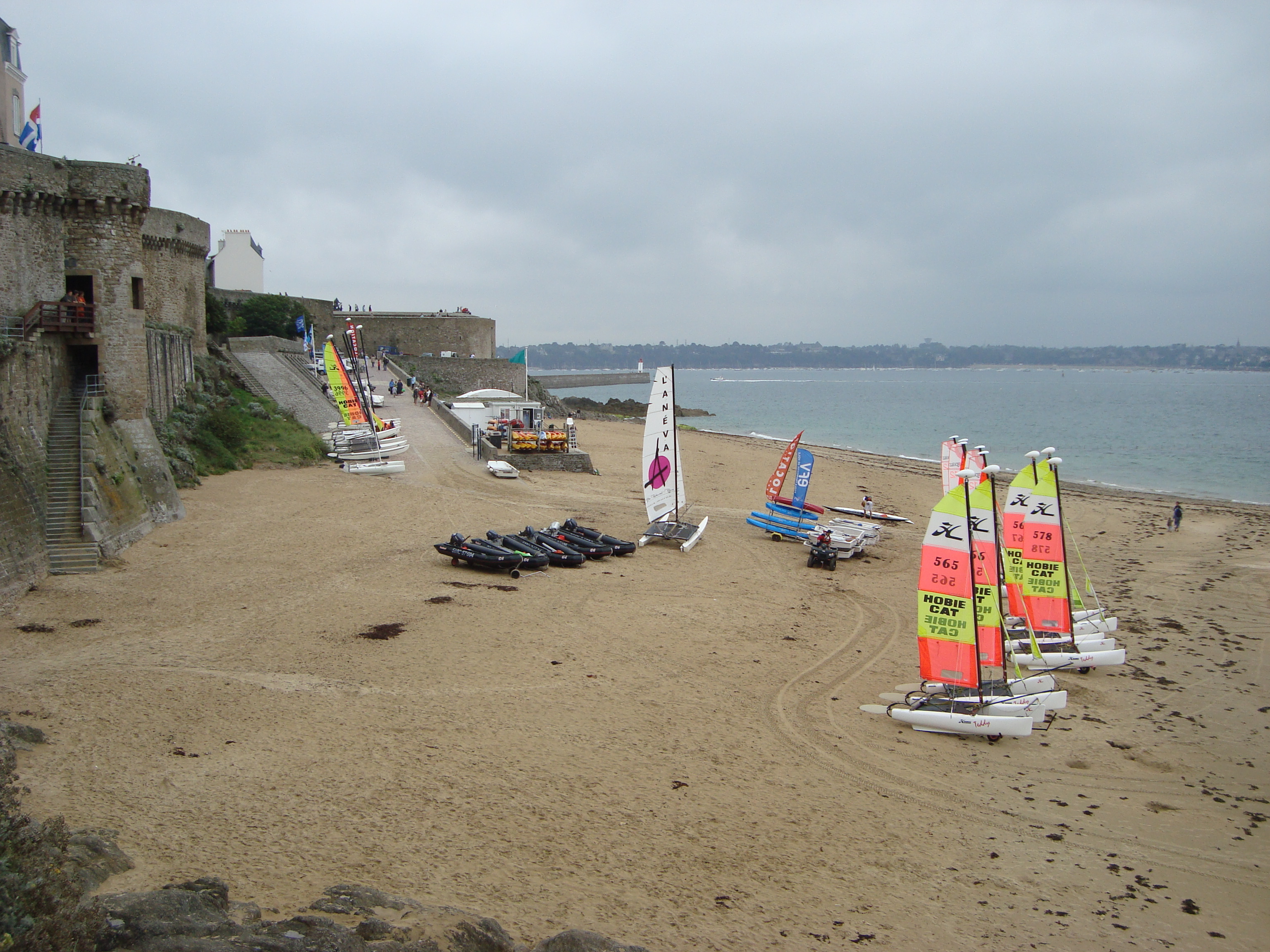
pláž pod hradbami

## Vývoj počtu obyvatel
Počet obyvatel

## Osobnosti města

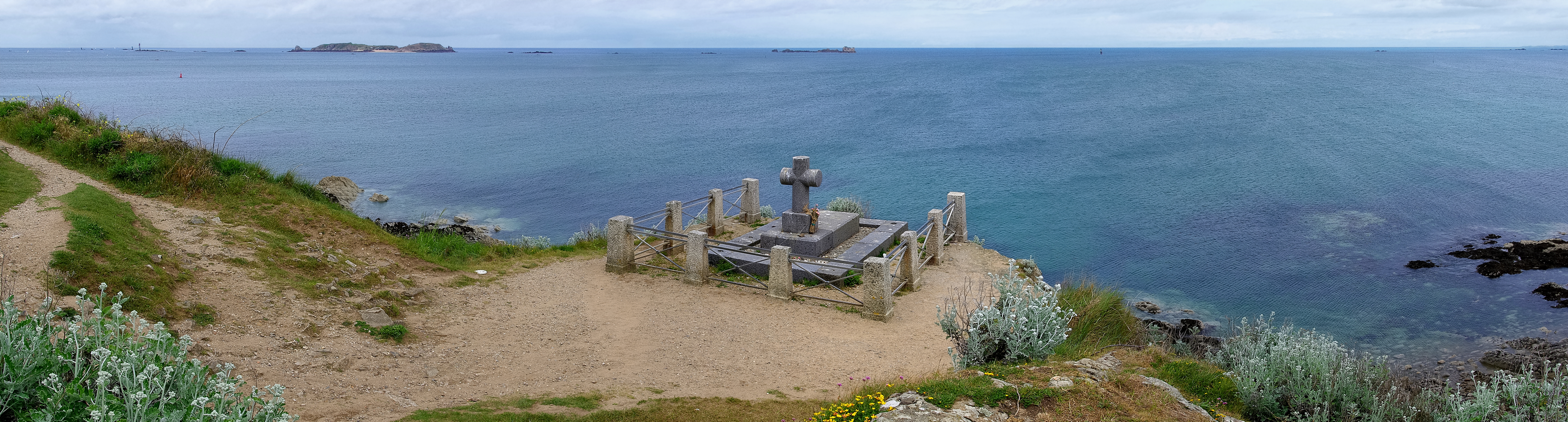

- Jacques Cartier (1491–1557), námořní kapitán a objevitel Kanady
- Pierre Louis Maupertuis (1698–1759), matematik a astronom
- Julien Offray de La Mettrie (1709–1751), lékař a filozof
- François-René de Chateaubriand (1768–1848), konzervativec, diplomat a spisovatel
- Robert Surcouf (1773–1827), korzár
- Félicité Robert de Lamennais (1782–1854), kněz, spisovatel, filosof, politický a sociální reformátor
- Alain Cuny (1908–1994), herec
- Daniel Gélin (1921–2002), herec

## Partnerská města
- Gaspé, Québec, Kanada
- Hnězdno, Polsko
- Port Louis, Mauricius
- Saint-Malo, Quebec, Kanada
- Sain-Malo, Manitoba, Kanada